# Waeng Yai (huyện)
Wang Yai (tiếng Thái: แวงใหญ่) là một huyện (amphoe) của tỉnh Khon Kaen, đông bắc Thái Lan.

## Địa lý
Các huyện giáp ranh (từ phía bắc theo chiều kim đồng hồ) Khok Pho Chai, Chonnabot, Phon và Waeng Noi của tỉnh Khon Kaen, và Khon Sawan của tỉnh Chaiyaphum.

## Lịch sử
Tiểu huyện (king amphoe) Waeng Yai đã được thành lập vào ngày 3 tháng 1 năm 1977, khi ba tambon Khon Chim, Non Thong và Mai Na Phiang đã được tách ra từ huyện Phon. Đơn vị hành chính này đã được nâng cấp thành huyện vào ngày 26 tháng 5 năm 1980.

## Hành chính
Huyện này được chia ra thành 5 phó huyện (tambon), các đơn vị này lại được chia thành 50 làng (muban). Waeng Yai là một thị trấn (thesaban tambon) nằm trên toàn bộ diện tích tambon Wang Yai. Có 4 Tổ chức hành chính tambon.
| STT. | Tên           | Tên Thái  | Số làng | Dân số |  |
| ---- | ------------- | --------- | ------- | ------ |  |
| 1.   | Khon Chim     | คอนฉิม     | 9       | 4.673  |  |
| 2.   | Mai Na Phiang | ใหม่นาเพียง | 14      | 7.912  |  |
| 3.   | Non Thong     | โนนทอง    | 11      | 5.588  |  |
| 4.   | Waeng Yai     | แวงใหญ่    | 7       | 5.259  |  |
| 5.   | Non Sa-at     | โนนสะอาด  | 9       | 5.992  |  |